# Вильота, Мария де
Мария де Вильота Комба (исп. María de Villota Comba; 13 января 1980, Мадрид — 11 октября 2013, Севилья) — испанская автогонщица. Погибла в результате травм, ранее полученных в аварии во время тестового заезда Формулы-1.

## Карьера
Мария де Вильота участвовала в нескольких гоночных сериях, включая WTCC и ADAC Procar Series. 9 августа 2009 года она подписала контракт с командой Atlético Madrid, чтобы участвовать до конца сезона в Суперлиге Формулы. Она продолжила выступать за эту команду вплоть до 2011 года, когда этот чемпионат прекратил своё существование. Она также принимала участие в гонке на выносливость 24 часа Дайтоны в 2005 году.

### «Формула-1»
18 августа 2011 года команда Lotus Renault GP сообщила, что де Вильота дебютировала за рулём болида «Формулы-1» на машине 2009 года Renault R29 на трассе Поль-Рикар, и что её менеджер участвует в переговорах с командой, чтобы обеспечить ей место тест-пилота в будущем.
7 марта 2012 года команда Marussia F1 Team сообщила, что де Вильота стала тест-пилотом команды.

#### Инцидент на аэродроме в Даксфорде
3 июля 2012 года, примерно в 9:30 утра, де Вильота попала в аварию на аэродроме в Даксфорде во время тестов на прямой для команды Marussia. Её гоночный болид столкнулся с грузовиком в конце прямой. Свидетели аварии утверждают, что болид двигался со скоростью 50—65 км/ч. Сообщалось, что через некоторое время после инцидента она пришла в сознание, и через час гонщицу удалось извлечь из болида, после чего её доставили в больницу Эдденсбрука в Кембриджшире с тяжёлыми травмами головы и лица.
Как было установлено в ходе расследования, проведённого Инспекцией по охране труда, перед началом тестов де Вильота жаловалась на то, что не может управлять сцеплением при повороте рулевого колеса на максимальный угол, а перед заездом она не была проинструктирована о том, как следует останавливать автомобиль, так как команда «положилась на опыт и навыки гонщицы». Во время тестов использовался стандартный трейлер, гидролифт которого был больше, чем у трейлера-моторхоума, применяемого во время гонок. Когда после завершения тестов де Вильота подъехала к боксам на скорости 45 км/ч и стала замедляться, сработала система, предотвращающая падение оборотов двигателя ниже 4100 об/мин, в результате чего нельзя было ни выключить сцепление, ни переключиться на первую передачу. Попытка затормозить привела к блокировке передних колёс и потере управления. Автомобиль врезался в гидролифт трейлера, который находился на уровне глаз гонщицы.
На следующий день руководитель команды Джон Бут сообщил, что де Вильота потеряла правый глаз и находится в критическом состоянии. Затем её состояние стало улучшаться, и 8 июля она пришла в сознание и смогла общаться с родственниками. 20 июля де Вильота была переведена в мадридский госпиталь Ла Пас, из которого была выписана 26 июля для прохождения курса реабилитации.
В октябре она появилась на пресс-конференции, посвящённой её выздоровлению. Испанка вышла в повязке, закрывающей потерянный глаз, и с короткой причёской на прооперированной голове..

## Смерть
11 октября 2013 года Мария де Вильота была найдена мёртвой в номере отеля в Севилье, где она планировала провести презентацию своей автобиографии «Жизнь — это дар». По данным судебно-медицинской экспертизы причиной смерти стало кровоизлияние в мозг вследствие ранее перенесённой открытой черепно-мозговой травмы.

## Результаты выступлений
| Легенда к таблице |                                                                    |
| --- | ------------------------------------------------------------------ |
| В таблице перечислены результаты всех гонок, в которых принимал участие гонщик. Строками таблицы являются сезоны, столбцами — этапы соревнований. В каждой клетке указаны сокращённое название этапа и результат, дополнительно обозначенный цветом. Расшифровка обозначений и цветов представлена в нижеследующей таблице. |                                                                    |
| \| Пример \| Описание \| \| ------------ \| ------------------------------------------------------------------ \| \| 1 \| Победитель \| \| 2 \| Второе место \| \| 3 \| Третье место \| \| 5 \| Финишировал, заработав очки \| \| Сход \| Не финишировал, но при этом заработал очки \| \| 12 \| Финишировал, не получив очков \| \| НКЛ \| Финишировал, но не попал в финальную классификацию \| \| 15 \| Участвовал вне зачёта, либо по отдельной классификации \| \| 18 \| Не финишировал, но попал в финальную классификацию \| \| Сход \| Не финишировал \| \| НКВ \| Не прошёл квалификацию \| \| НПКВ \| Не прошёл предквалификацию \| \| ДСК \| Дисквалифицирован \| \| ИСК \| Исключён из протокола соревнований \| \| ТТ \| Заявлен для участия только в тренировках \| \| НС \| Участвовал в квалификации, но не стартовал в гонке \| \| Т \| Травмирован или болен \| \| ОТК \| Отказ от участия \| \| НТР \| Прибыл на соревнования, но на трассу не выезжал \| \| НПР \| Был заявлен в числе участников, но не прибыл к началу соревнований \| \| О \| Соревнования отменены \| \| \| Не участвовал \| \| Поул-позиция \| \| \| Быстрый круг \| \| |                                                                    |
| Пример | Описание                                                           |
| 1 | Победитель                                                         |
| 2 | Второе место                                                       |
| 3 | Третье место                                                       |
| 5 | Финишировал, заработав очки                                        |
| Сход | Не финишировал, но при этом заработал очки                         |
| 12 | Финишировал, не получив очков                                      |
| НКЛ | Финишировал, но не попал в финальную классификацию                 |
| 15 | Участвовал вне зачёта, либо по отдельной классификации             |
| 18 | Не финишировал, но попал в финальную классификацию                 |
| Сход | Не финишировал                                                     |
| НКВ | Не прошёл квалификацию                                             |
| НПКВ | Не прошёл предквалификацию                                         |
| ДСК | Дисквалифицирован                                                  |
| ИСК | Исключён из протокола соревнований                                 |
| ТТ | Заявлен для участия только в тренировках                           |
| НС | Участвовал в квалификации, но не стартовал в гонке                 |
| Т | Травмирован или болен                                              |
| ОТК | Отказ от участия                                                   |
| НТР | Прибыл на соревнования, но на трассу не выезжал                    |
| НПР | Был заявлен в числе участников, но не прибыл к началу соревнований |
| О | Соревнования отменены                                              |
| | Не участвовал                                                      |
| Поул-позиция |                                                                    |
| Быстрый круг |                                                                    |

### Grand Am
| Год  | Команда   | Модель                | Класс | 1         | 2   | 3   | 4   | 5   | 6    | 7   | 8    | 9    | 10  | 11  | 12   | 13  | 14  | Место | Очки |
| ---- | --------- | --------------------- | ----- | --------- | --- | --- | --- | --- | ---- | --- | ---- | ---- | --- | --- | ---- | --- | --- | ----- | ---- |
| 2005 | Mastercar | Ferrari 360 Challenge | GT    | DAY 25/10 | HOM | CAL | LAG | CMT | WAT1 | BAR | WAT2 | DAY2 | MDO | PHX | WAT3 | VIR | MEX | 103   | 21   |

### WTCC
| Год  | Команда           | Автомобиль        | 1   | 1   | 2   | 2   | 3   | 3   | 4   | 4   | 5   | 5   | 6   | 6   | 7   | 7   | 8   | 8   | 9   | 9    | 10  | 10  | 11  | 11  | Место | Очки |
| 2006 | Maurer Motorsport | Chevrolet Lacetti | ITA | ITA | FRA | FRA | UK  | UK  | GER | GER | BRA | BRA | MEX | MEX | CZE | CZE | TUR | TUR | ESP | ESP  | MAC | MAC |     |     | НКВ   | 0    |
| ---- | ----------------- | ----------------- | --- | --- | --- | --- | --- | --- | --- | --- | --- | --- | --- | --- | --- | --- | --- | --- | --- | ---- | --- | --- | --- | --- | ----- | ---- |
| 2006 | Maurer Motorsport | Chevrolet Lacetti |     |     |     |     |     |     |     |     |     |     |     |     |     |     |     |     | 21  | Сход |     |     |     |     | НКВ   | 0    |
| 2007 | Maurer Motorsport | Chevrolet Lacetti | BRA | BRA | NED | NED | ESP | ESP | FRA | FRA | CZE | CZE | POR | POR | SWE | SWE | GER | GER | UK  | UK   | ITA | ITA | MAC | MAC | НКВ   | 0    |
| 2007 | Maurer Motorsport | Chevrolet Lacetti |     |     |     |     | 18  | 20  |     |     |     |     |     |     |     |     |     |     |     |      |     |     |     |     | НКВ   | 0    |

### Евросерия 3000
| Год  | Команда                      | VAL FEA | VAL SPR | VAL FEA | VAL SPR | VAL FEA | VAL SPR | MUG FEA | MUG SPR | MIS FEA | MIS SPR | JER FEA | JER SPR | CAT FEA | CAT SPR | MAG FEA | MAG SPR | Место | Очки |
| ---- | ---------------------------- | ------- | ------- | ------- | ------- | ------- | ------- | ------- | ------- | ------- | ------- | ------- | ------- | ------- | ------- | ------- | ------- | ----- | ---- |
| 2008 | Emilio de Villota Motorsport |         |         | 7       | C       |         |         |         |         |         |         |         |         |         |         |         |         | 22    | 2    |

### Суперлига Формула
| Год  | Клуб                       | Команда                      | 1   | 1   | 1   | 2   | 2   | 2   | 3   | 3   | 3   | 4   | 4    | 4   | 5   | 5   | 5   | 6   | 6   | 6   | 7   | 7   | 7   | 8   | 8   | 8   | 9   | 9   | 9   | 10  | 10  | 10  | 11    | 11    | 11    | 12  | 12  | 12  | Место | Очки |
| 2009 | Atlético Madrid            | Alan Docking Racing          | MAG | MAG | MAG | ZOL | ZOL | ZOL | DON | DON | DON | EST | EST  | EST | MOZ | MOZ | MOZ | JAR | JAR | JAR |     |     |     |     |     |     |     |     |     |     |     |     |       |       |       |     |     |     | 15    | 202  |
| ---- | -------------------------- | ---------------------------- | --- | --- | --- | --- | --- | --- | --- | --- | --- | --- | ---- | --- | --- | --- | --- | --- | --- | --- | --- | --- | --- | --- | --- | --- | --- | --- | --- | --- | --- | --- | ----- | ----- | ----- | --- | --- | --- | ----- | ---- |
| 2009 | Atlético Madrid            | Alan Docking Racing          |     |     |     |     |     |     | 14  | 13  | 14  | 10  | 17   | 7   |     |     |     |     |     |     |     |     |     |     |     |     |     |     |     |     |     |     |       |       |       |     |     |     | 15    | 202  |
| 2011 | Atlético Madrid            | Alan Docking Racing          | SIL | SIL | SIL | ASS | ASS | ASS | MAG | MAG | MAG | JAR | JAR  | JAR | NÜR | NÜR | NÜR | ZOL | ZOL | ZOL | BRH | BRH | BRH | ADR | ADR | ADR | POR | POR | POR | ORD | ORD | ORD | BEI † | BEI † | BEI † | NAV | NAV | NAV | 17    | 265  |
| 2011 | Atlético Madrid            | Alan Docking Racing          |     |     |     | 16  | 14  | X   | 15  | 6   | X   | EX* | ДСК* | X   | 16  | 4   | X   | 16  | 11  | X   | 14  | 7   | X   | НС  | НС  | X   | 17  | 12  | X   |     |     |     |       |       |       | 13  | 10  | X   | 17    | 265  |
| 2011 | Spain — Atlético de Madrid | Emilio de Villota Motorsport | HOL | HOL | HOL | BEL | BEL | BEL |     |     |     |     |      |     |     |     |     |     |     |     |     |     |     |     |     |     |     |     |     |     |     |     |       |       |       |     |     |     | 15    | 28   |
| 2011 | Spain — Atlético de Madrid | Emilio de Villota Motorsport | 12  | 12  | X   |     |     |     |     |     |     |     |      |     |     |     |     |     |     |     |     |     |     |     |     |     |     |     |     |     |     |     |       |       |       |     |     |     | 15    | 28   |

† Внечемпионатная гонка